# Tschechische Fußballnationalmannschaft (U-19-Frauen)
Die tschechische U-19-Fußballnationalmannschaft der Frauen repräsentiert Tschechien im internationalen Frauenfußball. Die Nationalmannschaft untersteht der Fotbalová asociace České republiky und wird von Jan Navrátil trainiert.
Die U-19-Auswahl bestritt 1997 ihr erstes Pflichtspiel und nimmt seither an der Qualifikation für die U-19-Europameisterschaft für Tschechien teil. 2018 verpasste das Team die erstmalige Teilnahme an einer EM-Endrunde denkbar knapp und nur aufgrund der um ein Tor schlechteren Tordifferenz gegenüber Italien. Erst im Jahr 2022 nahm die tschechische U-19 als Gastgeber zum ersten Mal an einer EM teil, schied jedoch nach drei Niederlagen und 0:12 Toren bereits nach der Vorrunde aus. Nach 25 Jahren konnte sich Tschechien 2023 erstmals sportlich für eine EM-Endrunde qualifizieren.

## Turnierbilanz

### Europameisterschaft
| Jahr   | Gastgeber      | Platzierung        |
| ------ | -------------- | ------------------ |
| 1998   | mehrere        | nicht qualifiziert |
| 1999   | Schweden       | nicht qualifiziert |
| 2000   | Frankreich     | nicht qualifiziert |
| 2001   | Norwegen       | nicht qualifiziert |
| 2002   | Schweden       | nicht qualifiziert |
| 2003   | Deutschland    | nicht qualifiziert |
| 2004   | Finnland       | nicht qualifiziert |
| 2005   | Ungarn         | nicht qualifiziert |
| 2006   | Schweiz        | nicht qualifiziert |
| 2007   | Island         | nicht qualifiziert |
| 2008   | Frankreich     | nicht qualifiziert |
| 2009   | Belarus        | nicht qualifiziert |
| 2010   | Nordmazedonien | nicht qualifiziert |
| 2011   | Italien        | nicht qualifiziert |
| 2012   | Türkei         | nicht qualifiziert |
| 2013   | Wales          | nicht qualifiziert |
| 2014   | Norwegen       | nicht qualifiziert |
| 2015   | Israel         | nicht qualifiziert |
| 2016   | Slowakei       | nicht qualifiziert |
| 2017   | Nordirland     | nicht qualifiziert |
| 2018   | Schweiz        | nicht qualifiziert |
| 2019   | Schottland     | nicht qualifiziert |
| 2020 1 | Georgien 1     | – 1                |
| 2021 1 | Belarus 1      | – 1                |
| 2022   | Tschechien     | Gruppenphase       |
| 2023   | Belgien        |                    |